# Liste des routes provinciales de Colombie-Britannique
La liste des routes provinciales de Colombie-Britannique répertorie l'ensemble des routes provinciales de la province canadienne de la Colombie-Britannique, soit celles entretenues par le ministère des Transports et de la Mobilité de la Colombie-Britannique.
La province dispose d'un réseau de routes numérotées reliant les différentes villes et régions de la province entre elles, ainsi qu'avec les provinces voisines et les états américains voisins. Le format de numérotation, adopté en mars 1940, inclut des numéros de routes qui reflètent les numéros des routes américaines qui se poursuivent au sud de la frontière. La route 1 et la route 16 sont des routes qui suivent les mêmes numéros que la province voisine de l'Alberta pour la route transcanadienne.

## Routes majeures

### Ouest–est
- La route 1 (Route transcanadienne) relie Victoria à Nanaimo sur l'Île de Vancouver. Puis, après un lien via un traversier, la rotue relie Horseshoe Bay, la région de Vancouver, Abbotsford, Hope, Kamloops, Salmon Arm et Revelstoke jusqu'au Col du Cheval-qui-Rue à la frontière avec l'Alberta.
- La route 3 (Route Crowsnest) relie Hope, Osoyoos, Castlegar, Cranbrook au Col du Nid de Corbeau à la frontière avec l'Alberta. Il s'agit d'une alternative plus au sud à la route transcanadienne.
- La route 16 (Route Yellowhead) débute à Haida Gwaii. Après une liaison via un traversier, elle relie Prince Rupert à Smithers et Prince George pour ensuite atteindre la frontière de l'Alberta au Col de Tête-Jaune.
- La route 7 (Lougheed Highway) est une route alternative importante entre Vancouver et Hope, au nord du fleuve Fraser.

### Sud–nord
- La route 19 (Island Highway) est le prolongement de la route 1 sur l'Île de Vancouver. Elle relie Nanaimo aux points plus au nord de l'île, incluant Parksville, Courtenay, Comox, Campbell River et Port Hardy.
- La route 17 (Patricia Bay Highway) débute à Victoria et se dirige vers le nord via Saanich jusqu'au quai de traversier de Swartz Bay.
- La route 99 débute comme prolongement de l'I-5 à la frontière canado-américaine à Surrey comme autoroute jusqu'à ce qu'elle entre dans la ville de Vancouver. Là, elle devient plusieurs rues majeures de la ville dont Granville Street et Georgia Street. Après avoir traversé le Pont Lions Gate, la route, devenue la Sea-to-Sky Highway, est composée de deux à quatre voies et traverse Squamish et Whistler avant de bifurquer vers l'est et de rencontrer la route 97 au nord de Cache Creek.
- La route 5 (Coquihalla / Southern Yellowhead Highway) est une autoroute qui contourne le segment plus lent de la route transcanadienne à travers le canyon du Fraser. Elle relie les villes de Hope, de Merritt et de Kamloops. Le segment entre Hope et Merritt était à paége jusqu'en 2008. Au nord de Kamloops, la route est connue comme la Southern Yellowhead Highway et rencontre le tracé principal de la route Yellowhead près de la frontière avec l'Alberta.
- La route 97 est la plus longue route de la province. Elle débute à la frontière canado-américaine près d'Osoyoos comme prolongement de la US 97. Elle est nommée la route de l'Okanagan et traverse les villes majeures de la Vallée de l'Okanagan dont Penticton, West Kelowna, Kelowna et Vernon, avant de prendre fin à Kamloops. Depuis Kamloops, elle se nomme la Cariboo Highway et passe par Cache Creek, Williams Lake, Quesnel et prend fin à Prince George. Au nord de là, elle devient la John Hart Highway et termine à Dawson Creek. C'est à partir de cet endroit qu'elle devient la route de l'Alaska et qu'elle se dirige vers le nord-ouest jusqu'à ce qu'elle atteigne la frontière du Yukon.

## Liste des routes actuelles
| Numéro | Longueur (km) | Longueur (mi) | Terminus sud ou ouest                                       | Terminus nord ou est                                                         | Créée | Notes |
| ------ | ------------- | ------------- | ----------------------------------------------------------- | ---------------------------------------------------------------------------- | ----- | --- |
| BC-1   | 116,00        | 72,00         | Victoria                                                    | Quai de traversier de Departure Bay à Nanaimo                                | 1941  | Segment de l'Île de Vancouver de la route transcanadienne                                                             |
| BC-1   | 993,00        | 617,00        | Quai de traversier de Horseshoe Bay à West Vancouver        | AB-1 à la frontière de l'Alberta au Col du Cheval-qui-Rue                    | 1941  | Segment principal de la route transcanadienne                                                                         |
| BC-1A  | 17,00         | 11,00         | BC-1 à North Cowichan                                       | BC-1 près de Ladysmith                                                       | 1950  | Route non-indiquée. Ancien alignement de la BC-1 au nord de Mt. Sicker Road.                                          |
| BC-1A  | 28,00         | 17,00         | BC-99 à Vancouver                                           | BC-1 à Abbotsford                                                            | 1972  | Ancien tracé de la BC-1 dans le centre-ville de Vancouver, à Burnaby, à Surrey et Abbotsford.                         |
| BC-2   | 42,00         | 26,00         | BC-97 à Dawson Creek                                        | AB-43 à la frontière de l'Alberta près de Tupper                             | 1941  | |
| BC-3   | 838,00        | 521,00        | BC-1 près de Hope                                           | AB-3 à la frontière de l'Alberta au Col du Nid de Corbeau                    | 1941  | Route Crowsnest |
| BC-3A  | 32,00         | 20,00         | BC-3 à Keremeos                                             | BC-97 près de Kaleden                                                        | 1965  | Ancien tracé de la BC-3                                                                                               |
| BC-3A  | 154,00        | 96,00         | BC-3 à Castlegar                                            | BC-3 à Creston                                                               | 1964  | Ancien tracé de la BC-3                                                                                               |
| BC-3B  | 68,00         | 42,00         | BC-3 près du Parc provincial Nancy Greene                   | BC-3 près d'Erie                                                             | 1967  | Ancien tracé de la BC-3                                                                                               |
| BC-4   | 162,00        | 101,00        | Tofino                                                      | BC-19 près de Qualicum Beach                                                 | 1953  | |
| BC-4A  | 10,00         | 6,00          | BC-4 près de Coombs                                         | BC-19 près de Parksville                                                     | 1996  | Ancien tracé de la BC-4                                                                                               |
| BC-5   | 543,00        | 337,00        | BC-1 près de Hope                                           | BC-16 près de Tête Jaune Cache                                               | 1953  | Route Coquihalla |
| BC-5A  | 182,00        | 113,00        | BC-3 à Princeton                                            | BC-1 / BC-5 / BC‑97 à Kamloops                                               | 1986  | Ancien tracé de la BC-5                                                                                               |
| BC-6   | 406,00        | 252,00        | SR 31 à la frontière de l'État de Washington près de Nelway | BC-97 à Vernon                                                               | 1941  | |
| BC-7   | 150,00        | 93,00         | BC-99 à Vancouver                                           | BC-1 près de Hope                                                            | 1941  | |
| BC-7B  | 7,00          | 4,00          | BC-1 / BC-7 à Coquitlam                                     | BC-7 à Coquitlam                                                             | 1996  | |
| BC-8   | 69,00         | 43,00         | BC-1 à Spences Bridge                                       | BC-5 / BC-5A / BC‑97C à Merritt                                              | 1953  | |
| BC-9   | 16,00         | 10,00         | BC-1 à Bridal Falls                                         | Harrison Hot Springs                                                         | 1953  | Ancien tracé de la BC-7                                                                                               |
| BC-10  | 27,00         | 17,00         | BC-91 à Delta                                               | BC-1 à Langley                                                               | 1953  | |
| BC-11  | 17.00         | 11.00         | SR 9 à la frontière de l'État de Washington à Abbotsford    | BC-7 à Mission                                                               | 1958  | |
| BC-12  | 150,00        | 93,00         | BC-1 à Lytton                                               | BC-99 à Lillooet                                                             | 1953  | |
| BC-13  | 12,00         | 7,00          | SR 539 à la frontière de l'État de Washington à Langley     | BC-1 à Langley                                                               | 1958  | 264th Street |
| BC-14  | 103,00        | 64,00         | BC-1 à Langford                                             | Port Renfrew                                                                 | 1953  | |
| BC-15  | 20,00         | 12,00         | SR 543 à la frontière de l'État de Washington à Surrey      | BC-1 / BC-17 à Surrey                                                        | 1958  | |
| BC-16  | 101,00        | 63,00         | Masset                                                      | Quai de traversier de Skidegate                                              | 1984  | Route Yellowhead (segment Haida Gwaii)                                                                                |
| BC-16  | 1 072,00      | 666,00        | Quai de traversier de Prince Rupert                         | AB-16 à la frontière de l'Alberta au Col Tête-Jaune                          | 1953  | Route Yellowhead (segment principal)                                                                                  |
| BC-17  | 33,00         | 21,00         | Victoria                                                    | Quai de traversier de Swartz Bay                                             | 1960  | Segment de l'Île de Vancouver                                                                                         |
| BC-17  | 44,00         | 27,00         | Quai de traversier de Tsawwassen                            | BC-1 / BC-15 à Surrey                                                        | 1960  | |
| BC-17A | 6,00          | 4,00          | BC-17 à Delta                                               | BC-99 à Delta                                                                | 2012  | Ancien tracé de la BC-17                                                                                              |
| BC-18  | 26,00         | 16,00         | Lake Cowichan                                               | BC-1 à Duncan                                                                | 1953  | |
| BC-19  | 377,00        | 234,00        | Quai de traversier de Duke Point près de Nanaimo            | Quai de traversier de Bear Cove près de Port Hardy                           | 1953  | Prolongement de la BC-1 sur l'Île de Vancouver                                                                        |
| BC-19A | 12,00         | 7,00          | BC-1 à Nanaimo                                              | BC-19 à Nanaimo                                                              | 1996  | Ancien tracé de la BC-19                                                                                              |
| BC-19A | 123,00        | 76,00         | BC-19 près de Parksville                                    | BC-19 / BC-28 à Campbell River                                               | 1996  | Ancien tracé de la BC-19                                                                                              |
| BC-20  | 457,00        | 284,00        | Bella Coola                                                 | BC-97 à Williams Lake                                                        | 1953  | Chilcotin Highway, Alexander MacKenzie Highway                                                                        |
| BC-21  | 14,00         | 9,00          | SH-1 à la frontière de l'Idaho à Rykerts                    | BC-3 près de Creston                                                         | 1964  | |
| BC-22  | 46,00         | 29,00         | SR 25 à la frontière de l'État de Washington à Paterson     | BC-3 près de Castlegar                                                       | 1964  | |
| BC-22A | 11,00         | 7,00          | Waneta Road à la frontière de l'État de Washington à Waneta | BC-3B près de Montrose                                                       | 1967  | Waneta Highway |
| BC-23  | 248,00        | 154,00        | BC-6 près de Nakusp                                         | Barrage Mica                                                                 | 1964  | Ancien tracé de la BC-1 au nord de Revelstoke                                                                         |
| BC-24  | 97,00         | 60,00         | BC-97 près de 93 Mile House                                 | BC-5 à Little Fort                                                           | 1967  | |
| BC-26  | 82,00         | 51,00         | BC-97 à Quesnel                                             | Barkerville                                                                  | 1967  | |
| BC-27  | 53,00         | 33,00         | BC-16 à Vanderhoof                                          | Fort St. James                                                               | 1967  | |
| BC-28  | 89,00         | 55,00         | Gold River                                                  | BC-19 / BC-19A à Campbell River                                              | 1970  | |
| BC-29  | 236,00        | 147,00        | BC-52 à Tumbler Ridge                                       | BC-97 près de Charlie Lake                                                   | 1967  | |
| BC-30  | 30,00         | 19,00         | Port Alice                                                  | BC-19 entre Port Hardy et Port McNeil                                        | —     | |
| BC-31  | 175,00        | 109,00        | BC-3A à Balfour                                             | BC-23 près de Galena Bay                                                     | 1973  | |
| BC-31A | 47,00         | 29,00         | BC-6 à New Denver                                           | BC-31 à Kaslo                                                                | 1973  | |
| BC-33  | 129,00        | 80,00         | BC-3 à Rock Creek                                           | BC-97 à Kelowna                                                              | 1970  | |
| BC-35  | 23,00         | 14,00         | Francois Lake                                               | BC-16 à Burns Lake                                                           | 1973  | |
| BC-37  | 879,00        | 546,00        | Kitimat                                                     | Route 37 à la frontière du Yukon près d.Upper Liard, YT                      | 1975  | Ancien tracé de la BC-25 au sud de Terrace Stewart–Cassiar Highway                                                    |
| BC-37A | 65,00         | 40,00         | International Street à la frontière de l'Alaska à Stewart   | BC-37 à Meziadin Junction                                                    | 1984  | Stewart Highway, Glacier Highway                                                                                      |
| BC-39  | 29,00         | 18,00         | BC-97 près de McLeod Lake                                   | Mackenzie                                                                    | 1975  | |
| BC-41  | 1,30          | 0,80          | SR 21 à la frontière de l'État de Washington à Carson       | BC-3 près de Grand Forks                                                     | 1968  | Plus courte route numérotée de la province                                                                            |
| BC-43  | 35,00         | 22,00         | BC-3 à Sparwood                                             | Elkford                                                                      | 1983  | |
| BC-49  | 16,00         | 10,00         | BC-2 à Dawson Creek                                         | AB-49 à la frontière de l'Alberta près de Dawson Creek                       | 1975  | |
| BC-52  | 243,00        | 151,00        | BC-97 à Arras                                               | BC-2 à Tupper                                                                | 1988  | |
| BC-77  | 138,00        | 86,00         | BC-97 près de Fort Nelson                                   | Route 7 à la frontière des Territoires du Nord-Ouest près de Fort Liard, TNO | 1986  | Liard Highway |
| BC-91  | 23,00         | 14,00         | BC-99 à Delta                                               | BC-99 à Richmond                                                             | 1986  | |
| BC-91A | 3,50          | 2,20          | BC-91 à Richmond                                            | Marine Way à New Westminster                                                 | 1986  | |
| BC-93  | 321,00        | 199,00        | US 93 à la frontière du Montana à Roosville                 | AB-93 à la frontière de l'Alberta au Col Vermilion                           | 1958  | Banff–Windermere Highway, Kootenay Highway                                                                            |
| BC-95  | 329,00        | 204,00        | US 95 à la frontière de l'Idaho à Kingsgate                 | BC-1 à Golden                                                                | 1957  | Kootenay–Columbia Highway                                                                                             |
| BC-95A | 55,00         | 34,00         | BC-3 / BC-95 à Cranbrook                                    | BC-93 / BC-95 près de Wasa                                                   | 1968  | Ancien tracé de la BC-95                                                                                              |
| BC-97  | 2 081,00      | 1 293,00      | US 97 à la frontière de l'État de Washington près d'Osoyoos | Route 1 à la frontière du Yukon près de Lower Post                           | 1953  | Plus longue route numérotée de la province Route de l'Okanagan, Cariboo Highway, John Hart Highway, Route de l'Alaska |
| BC-97A | 65,00         | 40,00         | BC-97 près de Vernon                                        | BC-1 à Sicamous                                                              | 1962  | |
| BC-97B | 14,00         | 9,00          | BC-97A près de Grindrod                                     | BC-1 à Salmon Arm                                                            | 1962  | |
| BC-97C | 224,00        | 139,00        | BC-97 près de Peachland                                     | BC-1 / BC-97 à Cache Creek                                                   | 1990  | |
| BC-97D | 28,00         | 17,00         | BC-97C près de Logan Lake                                   | BC-5 près de Lac Le Jeune                                                    | 2005  | |
| BC-99  | 377,00        | 234,00        | I-5 à la frontière de l'État de Washington à Douglas        | BC-97 près de Cache Creek                                                    | 1942  | Sea to Sky Highway |
| BC-101 | 152,00        | 94,00         | Quai de traversier de Langdale                              | Lund                                                                         | 1962  | |
| BC-113 | 169,00        | 105,00        | BC-16 près de Terrace                                       | Ging̱olx                                                                      | 2006  | Nisga'a Highway |
| BC-118 | 50,00         | 31,00         | BC-16 près de Topley                                        | Granisle                                                                     | 2003  | |
| BC-395 | 4,00          | 2,00          | US 395 à la frontière de l'État de Washington à Cascade     | BC-3 près de Christina Lake                                                  | 1973  | — |
|        |               |               |                                                             |                                                                              |       | |

## Routes territoriales du Yukon en Colombie-Britannique
Les routes suivantes sont dans les limites de la Colombie-Britannique mais font partie du réseau des routes du Yukon. Bien que la Route de l'Alaska (BC-97 et Route 1 du Yukon) traverse le 60e parallèle nord, donc la frontière du Yukon, à neuf reprises, dont six entre les miles historiques 588 et 596, le numéro de la route ne change qu'une seule fois, entre Lower Post (BC) et Watson Lake (YT). Le segment se trouvant géographiquement au Yukon, à l'est de l'endroit où la route change de numéro, est entretenu par Services publics et Approvisionnement Canada comme partie de la BC-97 alors que le segment se trouvant géographiquement en Colombie-Britannique, à l'ouest du changement de numéro de route, est entretenu par le Gouvernement du Yukon comme faisant partie de la route 1.
| Numéro  | Longueur (km) | Longueur (mi) | Terminus sud ou ouest                                                | Terminus nord ou est                                                 | Créée | Notes                                   |
| ------- | ------------- | ------------- | -------------------------------------------------------------------- | -------------------------------------------------------------------- | ----- | --------------------------------------- |
| Route 1 | 64,30         | 40,00         | Frontière du Yukon près de Swift River                               | Frontière du Yukon près de Teslin                                    | 1943  | Entretenue par le Gouvernement du Yukon |
| Route 2 | 56,70         | 35,20         | Frontière de l'Alaska au Col White                                   | Frontière du Yukon près de Carcross                                  | 1978  | Entretenue par le Gouvernement du Yukon |
| Route 3 | 74,00         | 46,00         | Frontière de l'Alaska près de Haines                                 | Frontière du Yukon près de Haines Junction                           | 1943  | Entretenue par le Gouvernement du Yukon |
| BC-97   | 12,00         | 7,50          | Sections cumulatives de la BC-97 au Yukon à l'est de Lower Post (BC) | Sections cumulatives de la BC-97 au Yukon à l'est de Lower Post (BC) | —     | Six traversées de frontière             |
|         |               |               |                                                                      |                                                                      |       |                                         |

## Anciens numéros de routes
Les deux premières autoroutes de la province ont eu des numéros dans la série 400, similaire aux autoroutes de la série 400 en Ontario. Les autoroutes 401 et 499 ont été renumérotées 1 et 99 respectivement en 1973. Le segment de la BC-37 entre Terrace et Kitimat faisait partie de la BC-25 jusqu'en 1986. Dans les dernières années, plusieurs routes ont été dévolues aux autorités municipales ou régionales et ont perdu leur statut de routes officielles.